# Sun (Cat Power)
Sun è il nono album della cantautrice statunitense Chan Marshall, meglio nota con lo pseudonimo di Cat Power.
Il disco ha debuttato nel 2012 alla posizione numero 10 della Billboard 200, vendendo oltre 23 000 copie solo nella prima settimana.

## Realizzazione
Pubblicato il 29 agosto del 2012, dalla Matador Records, a quasi sette anni di distanza dall'ultimo disco di inediti, le prime session di registrazione dell'album iniziarono nel 2007 nello studio casalingo presso l'abitazione di Marshall a Malibù. Gran parte di quel materiale, però, venne poi abbandonato in quanto, secondo l'artista era "troppo doloroso e personale da pubblicare". Le registrazioni ripresero poi presso il Boat Studio di Silverlake, in California e si conclusero poi al South Beach Studios di Miami.
Il risultato finale è, rispetto ai lavori passati, decisamente più elettronico anche grazie all'utilizzo di drum machine, sintetizzatori e loop-maker e all'apporto, in fase di missaggio, di Philippe Zdar del duo elettro Cassius che aggiunge alle canzoni un inatteso mood sintetico .
Dall'album sono stati estratti due singoli: Ruin, pubblicato il 18 giugno e Cherokee, uscito il 10 agosto del 2012, entrambi distribuiti in versione digitale gratuita e scaricabili dal sito dell'etichetta Matador

## Tracce
1. Cherokee – 4:45
2. Sun – 3:19
3. Ruin – 4:33
4. 3,6,9 – 4:00
5. Always on My Own – 2:23
6. Real Life – 2:37
7. Human Being – 3:28
8. Manhattan – 5:16
9. Silent Machine – 4:00
10. Nothin' But Time – 10:55
11. Peace and Love – 3:37

iTunes deluxe edition bonus tracks
1. Fire – 4:12
2. Back in the Days (For Christopher Wallace) – 3:55

Amazon Exclusive Version
1. King Rides By (2011 Version) – 7:09

Deluxe LP 7" Vinyl
1. Fire – 4:12
2. Back in the Days (For Christopher Wallace) – 3:55

Japanese bonus tracks
1. Fire – 4:12
2. Back in the Days (For Christopher Wallace) – 3:55
3. King Rides By (2011 Version) – 7:09

## Pubblicazione
| Paese                 | Data             | Etichetta                | Formato          | Catalogo  |
| --------------------- | ---------------- | ------------------------ | ---------------- | --------- |
| Giappone              | 29 agosto 2012   | Sony Music Entertainment | CD, LP, digitale | BGJ-10155 |
| Irlanda               | 31 agosto 2012   | Matador Records          | CD, LP, digitale | OLE-773-0 |
| Regno Unito           | 3 settembre 2012 | Matador Records          | CD, LP, digitale | OLE-773-0 |
| Stati Uniti d'America | 4 settembre 2012 | Matador Records          | CD, LP, digitale | OLE-773-0 |

## Formazione

### Musicisti
- Chan Marshall – voce, strumenti vari
- Judah Bauer – chitarra elettrica su Ruin e Cherokee
- Erik Paparazzi – basso su Ruin e Cherokee
- Gregg Foreman – piano su Ruin
- Jim White – batteria su Ruin
- Iggy Pop – cori su Nothin' But Time

### Collaboratori tecnici
- Rick Bryant – ingegnere del suono
- Matt Knoble – ingegnere del suono
- Mike Laza – ingegnere del suono
- Brian LeBarton – ingegnere del suono
- Phillip Broussard Jr. – ingegnere del suono
- Drew Manne – ingegnere del suono
- Marc Lee – ingegnere del suono, campionamenti
- Jeff Dominguez – ingegnere del suono, arrangiamenti
- Jordan Boulay – assistente dell'ingegnere del suono
- Joe Brady – assistente dell'ingegnere del suono
- Nick Brown – assistente dell'ingegnere del suono
- Bastien Vandevelde – assistente dell'ingegnere del suono
- Alex Graupera – assistente dell'ingegnere del suono
- Alyssa Pittaluga – assistente dell'ingegnere del suono
- Jon Tehel – assistente dell'ingegnere del suono
- Julien Naudin – assistente dell'ingegnere del suono
- Chris Warren – assistente dell'ingegnere del suono
- Philippe Zdar – missaggio